# 第177回国会
第177回国会（だい177かいこっかい）とは、2011年1月24日に召集された通常国会である。会期は8月31日までの220日間であった。

## 概要
菅直人が内閣総理大臣となってから初の通常国会。尖閣諸島中国漁船衝突事件をきっかけとする民主党政権の支持率急落を受け、『小沢切り』及び民主党内の求心力回復を目論み、かつ野党からの攻勢をしのぐため、2011年1月14日、就任半年で2度目となる内閣改造を断行した上で臨んだ。
当初の会期末は2011年6月22日であったが70日間延長され、8月31日までとなった。

## 各党・会派の議席数
| 計480、2011年（平成23年）6月3日時点 - 民主党・無所属クラブ - 303 - 自由民主党・無所属の会 - 118 - 公明党 - 21 - 日本共産党 - 9 - 社会民主党・市民連合 - 6 - みんなの党 - 5 - 国民新党・新党日本 - 4 - たちあがれ日本 - 2 - 国益と国民の生活を守る会 - 2 - 無所属 - 9 （議長：横路孝弘、副議長：衛藤征士郎を含む） - 欠員 - 1 | 計242、2011年（平成23年）7月5日時点 - 民主党・新緑風会 - 106 - 自由民主党 - 82 - 公明党 - 19 - みんなの党 - 11 - 日本共産党 - 6 - たちあがれ日本・新党改革 - 5 - 社会民主党・護憲連合 - 4 - 国民新党 - 3 - 無所属 - 6 （議長：西岡武夫、副議長：尾辻秀久を含む） |

## 主な審議議案
※2011年8月26日時点
| 提出回次 | 議案件名                     | 議案提出者                 | 審議状況       | 議案理由 |
| -------- | ---------------------------- | -------------------------- | -------------- | --- |
| 173      | 児童ポルノ禁止法改正案       | 高市早苗 /自民党 外三名    | 衆議院で審議中 | 児童ポルノに係る行為の実情、児童の権利の擁護に関する国際的動向等にかんがみ、児童ポルノをみだりに所持すること等を一般的に禁止するとともに、自己の性的好奇心を満たす目的での児童ポルノの所持等を処罰する罰則を設け、あわせて、インターネットの利用に係る事業者について児童ポルノの所持、提供等の行為の防止措置に関する規定を整備する等の必要がある。これが、この法律案を提出する理由である。 |
| 173      | 障害者虐待防止法案           | 馳浩 /自民党 外四名        | 撤回           | 障害者虐待の防止、養護者に対する支援等に関する施策を促進し、もって障害者の権利利益の擁護に資するため、障害者に対する虐待の禁止、障害者虐待の防止等に関する国等の責務、障害者虐待を受けた障害者に対する保護のための措置、養護者の負担の軽減を図ること等の養護者に対する支援のための措置等を定める必要がある。これが、この法律案を提出する理由である。 |
| 174      | 津波対策推進法案             | 二階俊博 /自民党 外六名    | 撤回           | 津波による被害から国民の生命、身体及び財産を保護し、もって社会の秩序の維持と公共の福祉の確保を図るため、津波対策を推進するに当たっての基本的認識を明らかにするとともに、津波の観測体制の強化及び調査研究の推進、津波に関する防災上必要な教育及び訓練の実施、津波対策のために必要な施設の整備その他の津波対策を推進するために必要な事項を定める必要がある。これが、この法律案を提出する理由である。 本案施行に要する経費としては、約四十七億五千万円の見込みである。 |
| 174      | スポーツ基本法案             | 森喜朗 /自民党 外五名      | 撤回           | スポーツに関する施策を総合的かつ計画的に推進し、もって国民の心身の健全な発達、明るく豊かな国民生活の形成、活力ある社会の実現及び国際社会の調和ある発展に寄与するため、スポーツに関する施策に関し、基本理念を定め、並びに国及び地方公共団体の責務等を明らかにするとともに、スポーツに関する施策の基本となる事項を定める必要がある。これが、この法律案を提出する理由である。 |
| 177      | 国会議員歳費減額特例法案     | 議院運営委員長             | 成立           | 平成二十三年東北地方太平洋沖地震及びこれに伴う津波等による災害によって、多数の人々が犠牲になり、多数の被災者が多大の苦難を強いられ今なお不自由な生活を余儀なくされている現状に鑑み、多くの国民と共に被災者の苦難を分かち合い、被災者の生活の早期の再建、被災地域の産業の早期の復興その他の被災地域の復旧復興に資するため、国会議員の歳費の月額に関する減額の特例を定める必要がある。これが、この法律案を提出する理由である。 |
| 177      | 東日本大震災復興再生基本法案 | 石破茂 /自民党 外四名      | 撤回           | 東日本大震災が、その被害が甚大であり、かつ、その被災地域が広範にわたる等極めて大規模なものであるとともに、地震及び津波並びに原子力発電施設の事故による複合的なものであるという点において我が国にとって未曽有の国難であることに鑑み、東日本大震災からの復興再生の円滑かつ迅速な推進を図るため、東日本大震災からの復興再生についての基本理念を定め、並びに現在及び将来の国民が安心して豊かな生活を営むことができる経済社会の実現に向けて、復興再生基本計画及び復興再生計画の策定その他の基本となる事項を定めるとともに、東日本大震災復興再生院の設置に関する基本方針を定めること等の必要がある。これが、この法律案を提出する理由である。                                                                     |
| 177      | スポーツ基本法案             | 奥村展三 /民主党 外十六名  | 成立           | スポーツに関する施策を総合的かつ計画的に推進し、もって国民の心身の健全な発達、明るく豊かな国民生活の形成、活力ある社会の実現及び国際社会の調和ある発展に寄与するため、スポーツに関し、基本理念を定め、並びに国及び地方公共団体の責務並びにスポーツ団体の努力等を明らかにするとともに、スポーツに関する施策の基本となる事項を定める必要がある。これが、この法律案を提出する理由である。 |
| 177      | NPO法改正案                  | 内閣委員長                 | 成立           | 特定非営利活動の一層の健全な発展を図り活力ある社会を実現するため、特定非営利活動法人の認証制度について、その活動分野を拡大し、二以上の都道府県に事務所を設置する特定非営利活動法人の所轄庁を都道府県知事とし、また、認証制度の柔軟化及び簡素化並びに特定非営利活動法人に対する信頼性向上のための措置を拡充するとともに、特定非営利活動に対する寄附を促進して特定非営利活動法人の財政基盤を確立する観点から、現行の国税庁長官による全国一律の認定制度を改め、地域に根差した公益の増進に資する特定非営利活動法人を、都道府県知事又は指定都市の長が、地域の実情に応じて認定する制度を創設する等の必要がある。これが、この法律案を提出する理由である。 本案施行による減収見込額は、平年度約三千万円である。    |
| 177      | 東日本大震災復興基本法案     | 東日本大震災復興特別委員長 | 成立           | 東日本大震災が、その被害が甚大であり、かつ、その被災地域が広範にわたる等極めて大規模なものであるとともに、地震及び津波並びにこれらに伴う原子力発電施設の事故による複合的なものであるという点において我が国にとって未曽有の国難であることに鑑み、東日本大震災からの復興の円滑かつ迅速な推進と活力ある日本の再生を図るため、東日本大震災からの復興についての基本理念を定め、並びに現在及び将来の国民が安心して豊かな生活を営むことができる経済社会の実現に向けて、東日本大震災からの復興のための資金の確保、復興特別区域制度の整備その他の基本となる事項を定めるとともに、東日本大震災復興対策本部の設置及び復興庁の設置に関する基本方針を定めること等の必要がある。これが、この法律案を提出する理由である。 |
| 177      | 津波対策推進法案             | 災害対策特別委員長         | 成立           | 津波により多数の人命を奪った東日本大震災の惨禍を二度と繰り返すことのないよう、津波対策に万全を期する必要があることに鑑み、津波による被害から国民の生命、身体及び財産を保護するため、津波対策を推進するに当たっての基本的認識を明らかにするとともに、津波の観測体制の強化及び調査研究の推進、津波に関する防災上必要な教育及び訓練の実施、津波対策のために必要な施設の整備その他の津波対策を推進するために必要な事項を定める必要がある。これが、この法律案を提出する理由である。 |
| 177      | 障害者虐待防止法案           | 厚生労働委員長             | 成立           | 障害者に対する虐待が障害者の尊厳を害するものであり、障害者の自立及び社会参加にとって障害者に対する虐待を防止することが極めて重要であること等に鑑み、障害者虐待の防止、養護者に対する支援等に関する施策を促進し、もって障害者の権利利益の擁護に資するため、障害者に対する虐待の禁止、障害者虐待の予防及び早期発見その他の障害者虐待の防止等に関する国等の責務、障害者虐待を受けた障害者に対する保護及び自立の支援のための措置、養護者の負担の軽減を図ること等の養護者に対する養護者による障害者虐待の防止に資する支援のための措置等を定める必要がある。これが、この法律案を提出する理由である。 |
| 177      | 母体保護法改正案             | 厚生労働委員長             | 成立           | 都道府県の区域を単位として設立された医師会であって、通常の一般社団法人となるものについて、引き続き、人工妊娠中絶を行うことができる医師の指定を行わせる必要がある。これが、この法律案を提出する理由である。 |
| 177      | 運輸事業振興助成法案         | 総務委員長                 | 成立           | 軽油引取税の税率について特例が設けられていることが軽油を燃料とする自動車を用いて行われる運輸事業に与える影響に鑑み、当該事業に係る費用の上昇の抑制及び輸送力の確保に資し、もって国民の生活の利便性の向上及び地球温暖化対策の推進に寄与するため、当分の間の措置として、当該事業の振興を助成するための措置について定める必要がある。これが、この法律案を提出する理由である。 |
| 177      | 合併特例債延長法案           | 総務委員長                 | 成立           | 東日本大震災による被害を受けた合併市町村の実情に鑑み、当該合併市町村が市町村建設計画に基づいて行う公共的施設の整備事業等に要する特定経費に充てるための地方債を起こすことができる期間を延長する必要がある。これが、この法律案を提出する理由である。 |
| 177      | 放射性汚染がれき処理特措法案 | 環境委員長                 | 成立           | |

| 提出回次 | 議案件名                 | 議案提出者                | 審議状況       | 議案理由 |
| -------- | ------------------------ | ------------------------- | -------------- | --- |
| 177      | 原発事故被害者仮払い法案 | 佐藤正久 /民主党 外九名   | 成立           | 平成二十三年三月十一日に発生した東北地方太平洋沖地震に伴う原子力発電施設の事故による災害が大規模かつ長期間にわたる未曽有のものであり、これによる被害を受けた者を早期に救済する必要があること、これらの者に対する特定原子力損害の賠償の支払に時間を要すること等の特別の事情があることに鑑み、当該被害に係る対策に関し国が果たすべき役割を踏まえ、当該被害に係る応急の対策に関する緊急の措置として、当該事故による損害を迅速に填補するための国による仮払金の支払及び原子力被害応急対策基金を設ける地方公共団体に対する補助に関し必要な事項を定める必要がある。これが、この法律案を提出する理由である。 この法律の施行に伴い必要となる経費としては、仮払金の支払に要する費用として現時点で見込まれるもの及び原子力被害応急対策基金を設ける地方公共団体に対する補助に要する費用として、約五千億円の見込みである。 |
| 177      | 二重ローン救済法案       | 片山さつき /自民党 外六名 | 衆議院で審議中 | 東日本大震災の被災地域からの産業及び人口の被災地域以外の地域への流出を防止することにより、被災地域における経済活動の維持を図り、もって被災地域の復興に資するようにするため、金融機関、地方公共団体等と連携しつつ、東日本大震災によって被害を受けたことにより過大な債務を負っている事業者であって、被災地域においてその事業の再生を図ろうとするものに対し、当該事業者に対して金融機関等が有する債権の買取りその他の業務を通じて債務の負担を軽減しつつその再生を支援することを目的とする法人として、株式会社東日本大震災事業者再生支援機構を設立する必要がある。これが、この法律案を提出する理由である。 この法律の施行に伴い必要となる経費は、初年度二百億円の見込みである。 |
| 177      | 歯科口腔保健法案         | 厚生労働委員長            | 成立           | 口腔の健康が国民が健康で質の高い生活を営む上で基礎的かつ重要な役割を果たしているとともに、国民の日常生活における歯科疾患の予防に向けた取組が口腔の健康の保持に極めて有効であることに鑑み、国民保健の向上に寄与するため、歯科口腔保健の推進に関し、基本理念を定め、並びに国及び地方公共団体の責務等を明らかにするとともに、歯科口腔保健の推進に関する施策の基本となる事項を定めること等により、歯科口腔保健の推進に関する施策を総合的に推進する必要がある。これが、この法律案を提出する理由である。 |
| 177      | 私学復旧助成法案         | 橋本聖子 /自民党 外六名   | 衆議院で審議中 | 東日本大震災に対処するため、私立の学校等の用に供される建物等の災害復旧等に関し、私立の学校等の設置者に対する特別の助成措置、地方公共団体に対する特別の財政援助等について定める必要がある。これが、この法律案を提出する理由である。 この法律の施行に伴い必要となる経費は、約六百四十九億円の見込みである。 |
| 177      | 原発国民投票法案         | 上野宏史 /みんなの党      | 参議院で審議中 | 東日本大震災に伴う原子力発電所の事故を踏まえたエネルギー政策の見直しが喫緊の課題となるとともに、原子力発電の継続が高い一般的関心を有する問題となっている状況に鑑み、エネルギー基本計画の変更に係る検討及び当該検討の結果に基づきエネルギー基本計画が変更された場合における国会への報告並びにこれに関し国会が発議する原子力発電の継続についての国民投票等について定める必要がある。これが、この法律案を提出する理由である。 |

| 提出回次 | 議案件名                           | 審議状況       | 議案理由 |
| -------- | ---------------------------------- | -------------- | --- |
| 174      | 家賃取り立て規制法案               | 衆議院で審議中 | 賃貸住宅の家賃等に係る債権の取立てに関して不当な行為が発生する等の家賃の支払に関連する賃借人の居住をめぐる状況にかんがみ、賃借人の居住の安定の確保を図るため、家賃債務保証業を営む者及び家賃等弁済情報提供事業を営む者について登録制度を実施し、これらの事業に対し必要な規制を行い、家賃債務保証業者及び家賃等弁済情報提供事業者の業務の適正な運営を確保するとともに、家賃等弁済情報の適正な取扱いに関し必要な事項を定め、あわせて賃貸住宅の家賃等に係る債権の取立てに関する不当な行為を規制する必要がある。これが、この法律案を提出する理由である。 |
| 174      | 国民年金法改正案                   | 成立           | 国民の高齢期における所得の一層の確保を支援するため、国民年金について徴収時効の過ぎた一定期間に係る後納保険料を本人の希望により納付することを可能とする等の措置を講ずるとともに、確定拠出年金の企業型年金加入者が自ら掛金を拠出できる仕組みの導入等企業年金制度等の改善の措置を講ずる等の必要がある。これが、この法律案を提出する理由である。 |
| 174      | 予防接種法改正案                   | 成立           | 我が国における新型インフルエンザの発生、新型インフルエンザの予防接種の実施状況等にかんがみ、新たな臨時の予防接種の実施方法を定める等所要の規定を整備する必要がある。これが、この法律案を提出する理由である。 |
| 174      | 地域主権改革関連法案               | 成立           | 地域主権改革を総合的かつ計画的に推進するため、内閣府本府に地域主権戦略会議を設置するとともに、地方公共団体に対する事務の処理又はその方法の義務付けを規定している関係法律を改正する等、所要の措置を講ずる必要がある。これが、この法律案を提出する理由である。 |
| 174      | 自治法改正案                       | 成立           | 地方公共団体の組織及び運営について、地方分権の推進を図るため、地方議会の議員定数設定の自由化、共同設置が可能な機関の範囲の拡大等の措置を講ずるとともに、直接請求の制度についてその適正な実施を確保するために必要な改正を行うほか、所要の規定の整備を行う必要がある。これが、この法律案を提出する理由である。 |
| 174      | 労働者派遣法改正案                 | 衆議院で審議中 | 近年における労働者派遣事業をめぐる情勢にかんがみ、派遣労働者の保護に資するため、常時雇用する労働者以外の労働者派遣及び製造業務への労働者派遣を原則として禁止するとともに、派遣労働者の保護及び雇用の安定のための措置の充実を図る等、労働者派遣事業に係る制度の抜本的見直しを行う必要がある。これが、この法律案を提出する理由である。 |
| 176      | 郵政改革法案                       | 衆議院で審議中 | 郵政改革について、その基本的な理念及び方針並びに国等の責務を定めるとともに、郵政事業の実施主体の再編成、当該再編成後の実施主体に関して講ずる措置その他郵政改革の実施に必要な事項を定める必要がある。これが、この法律案を提出する理由である。 |
| 176      | 能開機構廃止法案                   | 成立           | 独立行政法人に係る改革を推進するため、独立行政法人雇用・能力開発機構法を廃止して独立行政法人雇用・能力開発機構を解散するとともに、その業務の一部を独立行政法人高齢・障害・求職者雇用支援機構に承継させる等の措置を講ずる必要がある。これが、この法律案を提出する理由である。 |
| 177      | 特例公債法案                       | 成立           | 平成二十三年度における国の財政収支の状況に鑑み、同年度における公債の発行の特例に関する措置を定めるとともに、同年度において、基礎年金の国庫負担の追加に伴い見込まれる歳出の増加に充てるために必要な財源を確保するため、財政投融資特別会計財政融資資金勘定からの一般会計への繰入れの特例に関する措置及び外国為替資金特別会計からの一般会計への繰入れの特別措置並びに独立行政法人鉄道建設・運輸施設整備支援機構の国庫納付金の納付の特例に関する措置を定める必要がある。これが、この法律案を提出する理由である。 |
| 177      | 所得税法改正案                     | 衆議院で審議中 | 所得・消費・資産等にわたる税制の抜本改革の実現に向けて、経済活性化と財政健全化を一体として推進するという枠組みの下で、現下の厳しい経済状況や雇用情勢に対応する等の観点からの税制の抜本改革の一環をなす緊要性の高い改革として、給与所得控除の上限設定及び役員給与等に係る給与所得控除額の縮減、成年扶養控除の対象の見直し、法人税の基本税率及び中小企業者等の軽減税率の引下げ、雇用促進税制及び環境関連投資促進税制の創設、相続税の基礎控除の引下げ及び最高税率の引上げ等の税率構造の見直し、地球温暖化対策のための課税の特例の創設、認定特定非営利活動法人等に寄附をした場合の所得税の税額控除制度の創設並びに納税者権利憲章の策定及び更正の請求期間の延長等の納税環境の整備を行うとともに、上場株式等の配当等及び譲渡所得等に係る軽減税率の特例の適用期限の延長等の金融・証券税制の改正を行うほか、エネルギー需給構造改革推進投資促進税制及び事業革新設備等の特別償却制度の廃止等既存の特別措置の整理合理化を図り、あわせて住宅用家屋に係る所有権の移転登記に対する登録免許税の特例等の特別措置について実情に応じ適用期限を延長する等、所要の措置を一体として講ずる必要がある。これが、この法律案を提出する理由である。 |
| 177      | 中小企業金融円滑化法の期限延長法案 | 成立           | 金融機関の業務の健全かつ適切な運営の確保に配意しつつ、中小企業者の事業活動の円滑な遂行及びこれを通じた雇用の安定並びに住宅資金借入者の生活の安定を引き続き期するため、中小企業者等に対する金融の円滑化を図るための臨時措置に関する法律の期限を一年間延長する必要がある。これが、この法律案を提出する理由である。 |
| 177      | 地方税法改正案                     | 衆議院で審議中 | 最近における社会経済情勢等に鑑み、個人住民税における扶養控除の見直し、寄附金税額控除の対象の見直し及び適用下限額の引下げ、更正の請求期間の延長等の納税環境の整備並びに個人住民税等の脱税犯に係る懲役刑の上限の引上げ等の罰則の見直しを行うとともに、税負担軽減措置等の整理合理化等を行う必要がある。これが、この法律案を提出する理由である。 - 平成二十三年六月十日、本案の修正に伴い次のとおり訂正された。 「最近における社会経済情勢等に鑑み」を「経済社会の構造の変化に対応した税制の構築を図る観点から」に、「、寄附金税額控除の対象の見直し及び適用下限額の引下げ、更正の請求期間の延長等の納税環境の整備並びに個人住民税等の脱税犯に係る懲役刑の上限の引上げ等の罰則の見直しを行うとともに、税負担軽減措置等の整理合理化」を「及び更正の請求期間の延長等の納税環境の整備」に改める。 |
| 177      | 地方交付税法改正案                 | 成立           | 地方財政の収支が引き続き著しく不均衡な状況にあること等に鑑み、平成二十三年度分の地方交付税の総額の特例措置を講ずるほか、各種の制度改正等に伴って必要となる行政経費の財源を措置するため地方交付税の単位費用等の改正を行うとともに、普通交付税と特別交付税との割合を改め、あわせて、平成二十三年度における子ども手当の支給に伴い地方特例交付金の制度を改正する等の必要がある。これが、この法律案を提出する理由である。 |
| 177      | 子ども手当法案                     | 撤回           | 次代の社会を担う子どもの健やかな育ちを支援するために、平成二十三年度において、子どもを養育している者に対し、三歳未満の子どもには一人につき月額二万円の、三歳以上の子どもには一人につき月額一万三千円の子ども手当を支給する等の必要がある。これが、この法律案を提出する理由である。 |
| 177      | 高齢者住まい法改正案               | 成立           | 高齢者の居住の安定を確保するため、加齢に伴う高齢者の身体機能の低下の状況に対応した構造等を有する賃貸住宅等において、心身の状況の確認、生活相談等のサービスを提供するサービス付き高齢者向け住宅事業の登録制度の創設等を行う必要がある。これが、この法律案を提出する理由である。 |
| 177      | 地方議員年金の廃止法案             | 成立           | 地方議会議員年金の財政状況を踏まえて当該年金の制度を廃止するとともに、これに伴う経過措置として廃止前に共済給付金の給付事由が生じた者等に対する一定の給付措置を講ずる等の必要がある。これが、この法律案を提出する理由である。 |
| 177      | PFI法改正案                        | 成立           | 民間の資金、経営能力及び技術的能力を活用した公共施設等の整備等の一層の促進を図るため、公共施設等の対象の拡大、民間事業者による提案制度の創設、公共施設等運営権に係る制度の創設、民間資金等活用事業推進会議の設置等の措置を講ずる必要がある。これが、この法律案を提出する理由である。 |
| 177      | 関空・伊丹空港統合法案             | 成立           | 関西国際空港の整備に要した費用に係る債務の早期の返済を図りつつ、関西国際空港の我が国の国際拠点空港としての機能の再生及び強化並びに関西国際空港及び大阪国際空港の適切かつ有効な活用を通じた関西における航空輸送需要の拡大を図り、もって航空の総合的な発達に資するとともに、我が国の産業、観光等の国際競争力の強化及び関西における経済の活性化に寄与するため、これらの空港の一体的かつ効率的な設置及び管理に関する基本方針の策定、新関西国際空港株式会社の事業の適正な運営を確保するために必要な措置、特定空港運営事業が実施される場合における関係法律の特例その他のこれらの空港の一体的かつ効率的な設置及び管理に必要な措置を定める必要がある。これが、この法律案を提出する理由である。 |
| 177      | 再生可能エネルギー特別措置法案     | 成立           | 最近のエネルギーをめぐる内外の経済的社会的環境の変化及びエネルギー源として再生可能エネルギー源を利用することの重要性が増大していることに鑑み、電気事業者に対し、一定の調達期間を超えない範囲内の期間にわたり一定の調達価格により再生可能エネルギー電気を調達する契約を締結する義務を課す等の措置を講ずる必要がある。これが、この法律案を提出する理由である。 |
| 177      | 障害者基本法改正案                 | 成立           | 障害者の権利の保護に関する国際的動向等を踏まえ、本法の目的として、全ての国民が障害の有無によって分け隔てられることなく相互に人格と個性を尊重し合いながら共生する社会を実現することを掲げるとともに、障害者に対する差別の禁止の観点から社会的障壁の除去についての配慮がされるべきことその他の当該社会を実現するための基本原則を定めるほか、障害者の定義、障害者の自立及び社会参加の支援等のための基本的施策等に関する規定の見直し、中央障害者施策推進協議会の障害者政策委員会への改組等を行う必要がある。これが、この法律案を提出する理由である。 |
| 177      | 国家公務員給与削減特例法案         | 衆議院で審議中 | 我が国の厳しい財政状況及び東日本大震災に対処する必要性に鑑み、一層の歳出の削減が不可欠であることから、国家公務員の人件費を削減するため、国家公務員に対する給与の支給に当たって、平成二十六年三月三十一日までの間減額して支給する措置を講ずる等の必要がある。これが、この法律案を提出する理由である。 |
| 177      | 原子力損害賠償支援機構法案         | 成立           | 原子力損害の賠償に関する法律の規定により原子力事業者が賠償の責めに任ずべき額が同法の賠償措置額を超える原子力損害が生じた場合において、当該原子力事業者が損害を賠償するために必要な資金の交付その他の業務を行うことにより、原子力損害の賠償の迅速かつ適切な実施及び電気の安定供給その他の原子炉の運転等に係る事業の円滑な運営の確保を図ることを目的とする法人として、原子力損害賠償支援機構を設立する必要がある。これが、この法律案を提出する理由である。 |
| 177      | 子ども手当特措法案                 | 成立           | |

| 提出回次 | 議案件名               | 議案提出者 | 審議状況 |
| -------- | ---------------------- | ---------- | -------- |
| 177      | 平成23年度一般会計予算 | 内閣       | 成立     |
| 177      | 第1次補正予算          | 内閣       | 成立     |
| 177      | 第2次補正予算          | 内閣       | 成立     |

| 提出回次 | 議案件名             | 議案提出者 | 審議状況       |
| -------- | -------------------- | ---------- | -------------- |
| 176      | 日韓図書協定         | 内閣       | 両院承認       |
| 177      | 日露原子力協定       | 内閣       | 衆議院で審議中 |
| 177      | 日韓原子力協定       | 内閣       | 衆議院で審議中 |
| 177      | 日越原子力協定       | 内閣       | 衆議院で審議中 |
| 177      | 日ヨルダン原子力協定 | 内閣       | 衆議院で審議中 |
| 177      | 日印EPA              | 内閣       | 両院承認       |

| 提出回次 | 議案件名                   | 議案提出者                 | 審議状況   |
| -------- | -------------------------- | -------------------------- | ---------- |
| 177      | 東日本大震災に関する決議案 | 川端達夫/民主党 外二十四名 | 衆議院可決 |
| 177      | 菅内閣不信任決議案         | 谷垣禎一/自由民主党 外十名 | 衆議院否決 |

## 今国会の動き

### 召集前
- 2010年12月3日 - 第176回国会が閉会。
- 12月17日 - 平成23年度政府予算が閣議決定（一般会計総額は92兆4116億円と過去最大）。
- 12月27日 - たちあがれ日本が全議員総会を開き、民主党からの連立要請を拒否する方針を決定[1]。
- 12月28日 - 小沢一郎が衆議院政治倫理審査会へ出席する意向を正式に表明[2]。
- 1月13日 - 民主党大会。
- 1月14日 - 菅直人内閣の2度目の改造人事【菅直人内閣 (第2次改造)】を断行。
- 1月23日 - 自民党大会。

### 会期中

#### 1月
- 1月24日 - 第177回国会開会式。菅直人内閣総理大臣の施政方針演説等を始めとする閣僚による政府四演説実施[3]。
- 1月26日～1月28日 - 衆議院及び参議院本会議にて代表質問を施行。
- 1月31日
  - 衆議院予算委員会にて、平成23年度国家予算の審議入り[4]。
  - 小沢一郎元民主党代表の強制起訴[5]

#### 2月
- 2月9日 - 党首討論実施
- 2月15日 - 民主党の常任幹事会が、強制起訴された小沢一郎元代表への党内処分について、判決が確定するまでの党員資格停止と決定[6]。
- 2月17日 - 小沢一郎元代表への党内処分を不服とした民主党の比例代表選出衆議院議員16名が、民主党会派からの会派離脱届を提出[7]。
- 2月22日 - 民主党が倫理委員会での弁明を経て、小沢一郎元代表への処分を正式決定[8]。
- 2月24日 - 小沢一郎元代表への党内処分を不服とした民主党の松木謙公衆議院議員が農林水産大臣政務官を辞任[9]。

#### 3月
- 3月1日 - 平成23年度予算が衆議院を通過。民主党会派からの会派離脱届を提出していた16名は本会議を欠席した[10]。
- 3月2日 - 西岡参院議長が平成23年度予算の受理を「2日」とすることを表明。予算のみが参議院へ送付されたことに対して野党側の反発があり、「議院運営委員会で議論する時間を取った」と説明したが、横路衆院議長はこの判断を「法的安定性を害する」ものとした。与党側予算の衆院通過と参院の受理は同じ日とするのが慣例。[11][12]
- 3月6日 - 前原誠司外務大臣が辞任（詳細は前原誠司#在日外国人献金問題、引責辞任を参照）。
- 3月11日 - 東日本大震災（東北地方太平洋沖地震）が発生し審議を中断（14日の国会審議も取りやめ）。
- 3月13日 - 両院議長の会談及び与野党の協議により、日本国政府の災害対策を優先するため、3月14日から18日まで自然休会とすることで合意[13][14]。
- 3月19日 - 震災対応のため、菅直人首相が自民党の谷垣禎一総裁に対し副総理としての入閣を要請したが、谷垣はこれを拒否[15]。
- 3月22日 - 審議を再開。衆議院で地方交付税法改正案などを可決[16]。
- 3月29日 - 平成23年度予算が衆議院の優越により成立。子ども手当の延長を行うためのつなぎ法案が与党の賛成多数により衆議院を通過。
- 3月31日 - 子ども手当を半年間延長する法案が、参議院本会議にて可否同数の後、参議院議長の判断により可決。4月1日より6ヶ月間延長される。

#### 4月
- 4月5日 - 電気事業者による再生可能エネルギー電気の調達に関する特別措置法案（通称：再生可能エネルギー特別措置法案）を衆議院に提出[17]。
- 4月29日 - 平成23年度第一次補正予算を審議する為、衆議院予算委員会を開会。異例の祝日審議となった[18]。
- 4月30日 - 衆議院本会議で平成23年度第一次補正予算が可決され、参議院へ送付された。

#### 5月
- 5月1日 - 平成23年度第一次補正予算を審議する為、参議院予算委員会を開会。
- 5月2日 - 参議院本会議にて、平成23年度第一次補正予算が可決し、同予算は成立した。
- 5月12日 - 衆議院本会議にて、民主党政権が目玉に掲げていた政治主導確立法案の撤回が承諾され廃案となった[19]。
- 5月13日 - 衆院国土交通委員会で、関西国際空港と伊丹空港を統合する法案が、賛成多数で可決された。

#### 6月
- 6月1日
  - 党首討論実施
  - 自由民主党、公明党、たちあがれ日本が共同で衆議院に菅内閣不信任決議案を提出。
- 6月2日
  - 民主党代議士会にて、菅直人内閣総理大臣（民主党代表）が「東日本大震災の対応に一定のメドがついた段階」を条件とする退陣を表明[20]。
  - 菅内閣不信任決議案を反対多数で否決。
- 6月20日 - 東日本大震災復興基本法が成立[21]。
- 6月22日 - 衆議院本会議において今国会の会期を70日間延長、8月31日までとすることが議決される[22]。参議院では議決せず。

#### 7月
- 7月5日
  - 松本龍震災復興対策担当相が辞表を提出、後任に副大臣の平野達男が就任。
  - 東日本大震災の復旧・復興関連経費を盛り込んだ平成23年度第二次補正予算案が閣議決定される。
- 7月25日 - 参議院本会議にて、平成23年度第二次補正予算が可決し、同予算は成立[23]。

#### 8月
- 8月2日 - 歯科口腔保健の推進に関する法律が成立。
- 8月26日
  - 特例公債法案と再生可能エネルギー特別措置法案が成立。
  - 上記法案の成立を受け、菅直人が民主党代表の辞任を表明。
- 8月29日 - 民主党代表に野田佳彦が当選、就任。
- 8月30日
  - 午前、菅直人第2次改造内閣の総辞職を閣議決定。
  - 午後、衆参両院で内閣総理大臣に野田佳彦を指名。
- 8月31日 - 閉会。

## 常任委員長
| 委員長名           | 氏名       | 政党名     |
| ------------------ | ---------- | ---------- |
| 内閣委員長         | 荒井聰     | 民主党     |
| 総務委員長         | 原口一博   | 民主党     |
| 法務委員長         | 奥田建     | 民主党     |
| 外務委員長         | 小平忠正   | 民主党     |
| 財務金融委員長     | 石田勝之   | 民主党     |
| 文部科学委員長     | 田中真紀子 | 民主党     |
| 厚生労働委員長     | 牧義夫     | 民主党     |
| 農林水産委員長     | 山田正彦   | 民主党     |
| 経済産業委員長     | 田中慶秋   | 民主党     |
| 国土交通委員長     | 古賀一成   | 民主党     |
| 環境委員長         | 小沢鋭仁   | 民主党     |
| 安全保障委員長     | 平野博文   | 民主党     |
| 国家基本政策委員長 | 樽床伸二   | 民主党     |
| 予算委員長         | 中井洽     | 民主党     |
| 決算行政監視委員長 | 新藤義孝   | 自由民主党 |
| 議院運営委員長     | 川端達夫   | 民主党     |
| 懲罰委員長         | 山本有二   | 自由民主党 |

| 委員長名           | 氏名         | 政党名     |
| ------------------ | ------------ | ---------- |
| 内閣委員長         | 松井孝治     | 民主党     |
| 総務委員長         | 那谷屋正義   | 民主党     |
| 法務委員長         | 浜田昌良     | 公明党     |
| 外交防衛委員長     | 佐藤公治     | 民主党     |
| 財政金融委員長     | 藤田幸久     | 民主党     |
| 文教科学委員長     | 二之湯智     | 自由民主党 |
| 厚生労働委員長     | 津田弥太郎   | 民主党     |
| 農林水産委員長     | 主濱了       | 民主党     |
| 経済産業委員長     | 柳澤光美     | 民主党     |
| 国土交通委員長     | 小泉昭男     | 自由民主党 |
| 環境委員長         | 北川イッセイ | 自由民主党 |
| 国家基本政策委員長 | 鴻池祥肇     | 自由民主党 |
| 予算委員長         | 前田武志     | 民主党     |
| 決算委員長         | 鶴保庸介     | 自由民主党 |
| 行政監視委員長     | 末松信介     | 自由民主党 |
| 議院運営委員長     | 鈴木政二     | 自由民主党 |
| 懲罰委員長         | 大石尚子     | 民主党     |